# ابن القف
امین‌الدوله ابوالفرج یعقوب‌بن اسحاق‌بن قف مسیحی کَرَکی , پزشک مسیحی شامی در سال ۱۲۳۲ یا ۱۲۳۳ میلادی در کَرَک اردن بزرگ شد و در سال ۱۲۸۶ در دمشق از دنیا رفت.
کار برجسته او در پزشکی توصیف دقیق مویرگها و کار دریچه‌های قلب بود.
از آثار برجسته او می‌توان به کتاب العُمْدة فی صناعةالجراحة و همچنین جامع‌الغرض فی حفظ الصحة و دفع‌المرض _که وسایل حفظ سلامتی و پیشگیری از بیماری‌ها را توضیح می‌دهد_اشاره کرد.